# Vanessa Goikoetxea
Vanessa Goikoetxea Agorria (West Palm Beach, Florida, Estados Unidos, 30 de noviembre de 1980) es una cantante soprano, su repertorio incluye ópera, zarzuela, oratorio y canción de concierto. Ha cantado en muchos teatros bajo la dirección de grandes maestros. Goikoetxea aunque nació en Florida, de niña fue a vivir a Durango pueblo de Vizcaya.

## Trayectoria
Comenzó sus estudios musicales en el Conservatorio Bartolomé Ertzilla de Durango. Continuó en el Juan Crisóstomo Arriaga de Bilbao para pasar a la Escuela Superior de Canto de Madrid. En la Escuela Superior Hochschule für Musik und Theater de Múnich recibió clases de música y teatro. Para completar su formación, recibió clases magistrales impartidas por Montserrat Caballé, Roberto Scandiuzzi, Edith Wiens, Miguel Zanetti y Ana Luisa Chova. Es titulada en canto en español y alemán. Obtuvo además, el Título Superior en Acordeón y Máster en Ópera.
Ha cantado bajo la dirección de los maestros. Fabio Luisi, Matteo Beltrami, Pier Giorgio Morandi, Carlo Montanaro, Patrick Fournillier, Diego Fasolis, Massimo Zanetti y de Sir Andrew Davis, entre otros…
Desde la temporada 2011/12, forma parte de la compañía de la Ópera Semper de Dresde, donde ha cantado Alcina, Musetta (La bohème), Rachel (La judía), Hanna Glawari (La viuda alegre) y Vixen (La zorrita astuta). También ha cantado La donna serpente en el Festival della Valle d’Itria de Martina Franca.
En la temporada 2012/13, debutó en el Gran Teatro del Liceo de Barcelona con la ópera Rusalka, en el papel de primera ninfa.
En el Palacio Euskalduna de Bilbao cantó en el “Requiem alemán” de J. Brahms, con la Coral Andra Mari y la Orquesta Sinfónica de Euskadi bajo la dirección de Josep Caballé.
En 2014, debutó con Catalina en el Teatro de la Zarzuela de Madrid.
En 2015, fue de nuevo invitada a Madrid a cantar en la zarzuela Clementina de Boccherini bajo la batuta de Andrea Marcon.
Volvió a Dresde para interpretar de nuevo a Hanna Glawari y debutó en la opereta Die Csárdásfürstin Csárdás.
En 2017 cantó en el Gran Teatro del Liceo de Barcelona como Donna Anna en la ópera Don Giovanni de Mozart.
En el verano de 2018, cantó en la Ópera Nacional de Corea de Seúl, en el papel de Hanna Glawari de La viuda alegre de Franz Lehár.
En la temporada 2018/2019 de la ABAO-OLBE interpretó a Mimi en la ópera La Bohème, en el ciclo de Opera Berri que se representa en el Palacio Euskalduna de Bilbao.
Goikoetxea siempre que su trabajo le permite vuelve a Durango donde ha actuado en numerosas ocasiones: en  2013, en la Basílica de Santa María de Durango ofreció un concierto acompañada por el pianista italiano Mateo Pais. Actuó en la celebración del 150 aniversario del Colegio San Antonio de Durango junto con la pianista  Elena Orobiogoicoechea, siendo las dos antiguas alumnas de este centro.

## Premios y reconocimientos
- En 2014, recibió en el concurso de canto el Premio Deborah Voigt del Vero Beach Opera Foundation Marcello Giordani de Estados Unidos.[12]